# Teretia Tokam
Teretia Tokam est une avocate et militante pour les droits des femmes et des enfants dans l'État de Kiribati, en Océanie. 
Confrontée à la violence contre les femmes et les enfants, elle est la fondatrice et la coordinatrice du Centre de soutien aux femmes et aux enfants de Kiribati. Elle participe à l'instauration du premier ministère des Femmes du pays et coordonne l'action contre les violences sexuelles.

## Biographie
Teretia Tokam est titulaire d'un bachelor of Laws (maîtrise en droit) de l'Université du Pacifique Sud. Elle travaille ensuite comme avocate au bureau du procureur général sur l'atoll de Tarawa,. En travaillant comme avocate sur des cas de violence domestique, elle se rend compte de la nécessité d'actions plus soutenues pour lutter contre la violence à l'égard des femmes,.
Depuis qu'elle y est sensibilisée, Teretia Tokam multiplie les actions et les projets de loi pour mettre fin à la violence contre les femmes et les enfants à Kiribati. Elle concrétise ses intentions par l’élaboration de la loi Te Rau N Te Mwenga (paix familiale) de 2014,, et par la diffusion d'informations pour que les associations directement en contact avec les victimes puissent apporter de meilleures réponses à la violence domestique. Elle participe également à la création du premier ministère des Femmes du pays et elle est la coordinatrice nationale pour mettre fin à la violence sexuelle et sexiste au ministère de l'Intérieur et des Affaires sociales,. Avec deux autres personnes, elle cofonde le Kiribati Women Activist Network.
Teretia Tokam remporte en 2015 une bourse d'études à l'université nationale australienne, où elle obtient en deux ans une maîtrise en anthropologie appliquée et en développement participatif.
Elle fonde en 2017 et dirige depuis le Centre de soutien aux femmes et aux enfants des îles Kiribati, basé à Tarawa, c'est une association communautaire de soutien aux personnes confrontées à la violence domestique,,,,. Pour prolonger cette activité, elle contribue à l'ouverture d'une deuxième succursale de son association à Kiritimati en 2021.
En 2022, Teretia Tokam est nommée au conseil de gouvernance des Femmes du Pacifique.